# Siheyuan

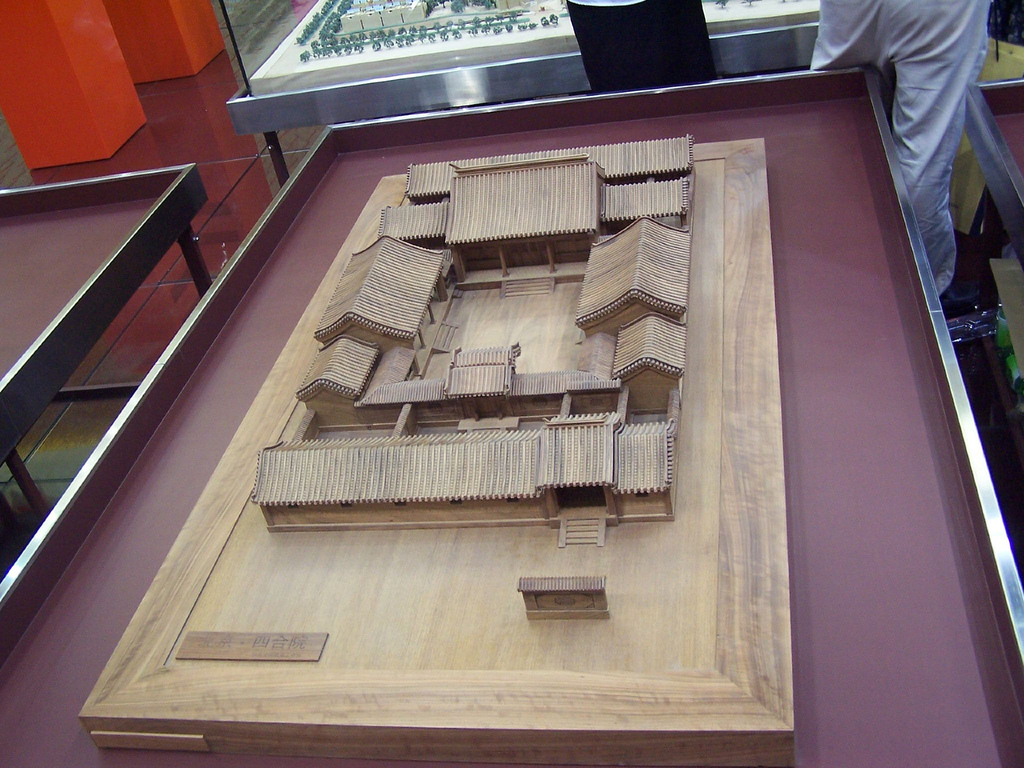
Modell av en Siheyuan.

Siheyuan (Kinesiska: 四合院, pinyin: sìhéyuàn) är en typ av traditionell kinesisk arkitektur som är vanligt förekommande i vissa nordkinesiska städer, företrädesvis Peking.
En siheyuan består av låga bostadshus arrangerade i en kvadrat runt en innergård. I kejsartidens Kina (före den borgerliga kinesiska revolutionen 1911), var det vanligt att en familj och deras tjänare bodde tillsammans i en siheyuan. 
Efter Kinas kommunistpartis maktövertagande och grundandet av Folkrepubliken Kina 1949, inleddes en officiell politik att uppmana folk från landsbygden att flytta in till staden Peking. Den gamla siheyuan-bebyggelsen behölls, men ett mycket stort antal nya bostadshus av varierande kvalitet konstruerades i och runt den gamla bebyggelsen, samtidigt som den gamla bebyggelsen tilläts förfalla. Detta har lett till att de siheyuan som idag finns kvar ofta är svårt förfallna. Det är vidare ofta svårt att avgöra vad som är ursprunglig siheyuan och vad som är senare ny- och tillbyggnationer. 

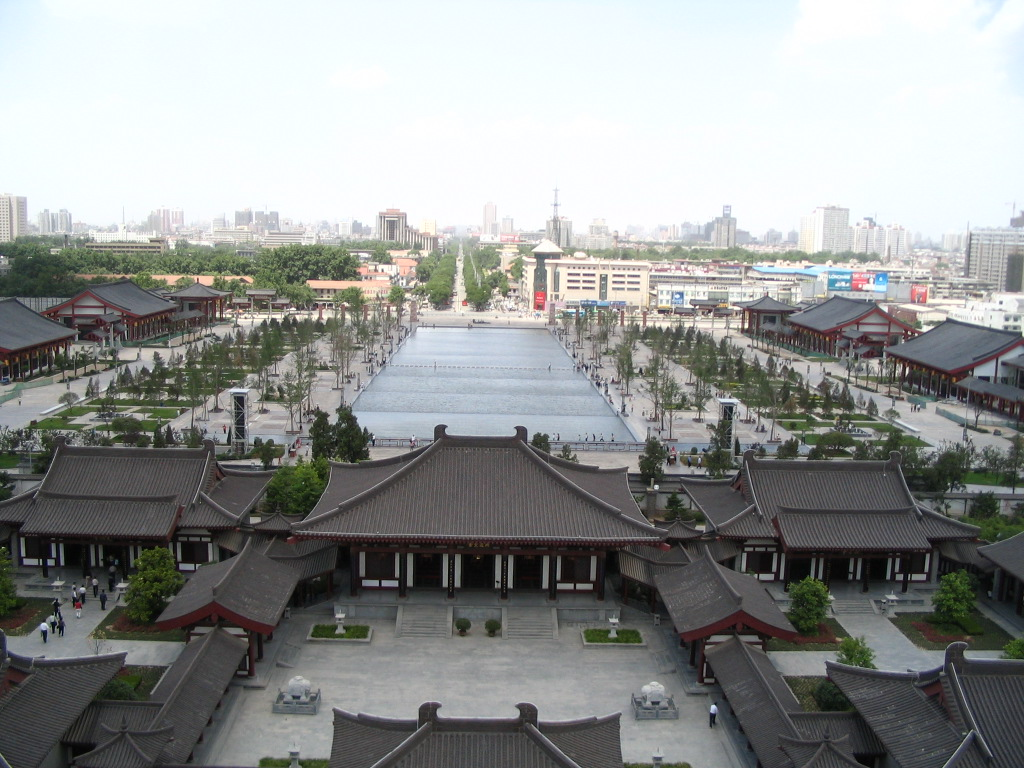
Bild från garden Lao Shes gamla residens.

Det bedrövliga skick som många siheyuan idag befinner sig i, svårigheten att avgöra vad som är ursprunglig siheyuan och vad som är tillbyggnationer från 1950- och 1960-talen, samt det faktum att många siheyuan är belägna på mycket attraktiv mark i centrala Peking, har lett till mycket omfattande rivningar av denna form av traditionell kinesisk arkitektur. Staden Pekings arbete med att förbereda sig för de Olympiska spelen 2008 har ytterligare intensifierat rivningstakten. Rivningsarbetena har varit så pass omfattande att Unesco, FN:s organisation för utbildning, vetenskap och kultur, har kritiserat Peking och hotat med att stryka den Förbjudna staden (ett palatskomplex i centrala Peking) från FN:s Världsarvslista.